# Паракват
Паракват (англ. Paraquat) — органическое соединение, торговое название N,N'-диметил-4,4'-дипиридилия дихлорида, который относится к производным виологена. В форме четвертичной аммонийной соли паракват широко используется как сильный гербицид неспецифического действия. Токсичен для человека и животных.

## История
Паракват был впервые синтезирован в 1882 году. Однако его гербицидные свойства были обнаружены лишь в 1955 году компанией ICI (сейчас Syngenta). Она же начала производить паракват для коммерческого использования в сельском хозяйстве в 1961 году. Syngenta также производит другой бипиридиловый гербицид — дикват (diquat). Долгое время паракват был самым распространенным гербицидом в мире, хотя сейчас он уступает по массовости производства глифосату (glyphosate).
Химическое название метилвиологен. Акцептор электронов.

## Синтез
Паракват получают путём восстановления пиридина натрием в жидком аммиаке. Возникающие ион-радикалы димеризуются исключительно в положении 4 (пара-положение — отсюда и название паракват), превращаясь в дигидродипиридил, который далее подвергают окислению и кватернизации.

## Использование
Паракват используется для удаления широколиственных сорняков и травы, но он менее эффективен при борьбе с глубокоукореняющимися сорняками. Паракват не поражает кору деревьев, поэтому он широко используется для борьбы с сорняками во фруктовых садах. В 1960-е годы паракват использовался США также для борьбы с плантациями марихуаны и коки в Южной Америке. Паракват используется как гербицид в 120 странах (в России не используется). Кроме сельского хозяйства паракват широко используется в биологии при моделировании оксидативного стресса.

## Токсичность
Паракват высокотоксичен для животных и человека. Летальная доза может составлять около одной чайной ложки вещества. При попадании внутрь паракват с кровотоком попадает во все ткани организма, причем более селективно накапливается в лёгких. Это вызывает отёк и другие повреждения лёгких, что может привести к фиброзу. Кроме лёгких могут повреждаться также печень и почки (почечная недостаточность).
Ототоксичен (может ухудшать слух).